# Municipio de Parás
El municipio de Parás es un municipio del estado de Nuevo León, México, se localiza en la región noreste del estado sus coordenadas geográficas son 26°30′ latitud norte oeste, su altura es de 165 m s. n. m., es decir se considera uno de los municipios más bajos sobre el nivel del mar. Su cabecera es la localidad de Parás.
Limita al norte y al este con el estado de Tamaulipas; al sur con el municipio de Agualeguas; al poniente con el municipio de Vallecillo, la extensión del municipio de Parás es de 1,008,681 km² (INEGI), de esta extensión se destinan 96,148 ha para la cría de ganado, 2,229 ha son dedicadas para la agricultura, 133 ha se destinaron para la formación del fundo legal del municipio, éstas fueron mercenadas, es decir, fueron propiedad del municipio y las personas a las que se les otorgaba el terreno, tenían que pagar una contribución al municipio. Esto se hacía para solventar los gastos administrativos del Ayuntamiento.

## Toponimia
Fundada sobre lo que antiguamente era el Rancho Huizachal de los Canales, su nombre viene de don José María Parás y Ballesteros, primer gobernador constitucional de Nuevo León.

## Orografía
La mayor parte de la superficie del municipio se conforma por extensas llanuras y escasos lomeríos, dando la configuración característica de la región, las lomas son de piedra de amolar. Durante los años de su fundación se obtuvieron de las lomas, piedras para la construcción de casas, algunas de éstas ya demolidas, por lo que se exhortó a los dueños de esas propiedades a que conserven la vivienda típica.
Otro lugar que presenta estas características rocosas es el Frontón de Piedras Pintas, las llanuras son de origen arenoso, encontrándose en algunos lugares yacimientos o mantos de arena sílica, la cual se utiliza para fabricación de moldes para fierro fundido, como en las manufacturas de monobloks, de los motores. También se usa para la fabricación de vidrio y cristal.

## Hidrografía
La superficie del municipio se delimita al norte y al este por las riberas del río Salinas. De las aguas de este río solo se benefician algunas personas que han construido represas particulares.
La mayor extensión del municipio es regada por las aguas del río Del Álamo. Este río nace en el ojo de agua de Sombreretillo, del municipio de Sabinas Hidalgo, Nuevo León. Antiguamente el río Del Álamo vería agua en forma permanente. En años anteriores se construyó a las riberas del río, la presa de Parás, esta daba un marco característico al pueblo. La presa en detalle, no solo almacenaba el agua del río sino también derivaba el agua por la acequia madre, pasaba por la mayoría de las propiedades. En la actualidad, todo esto se ha acabado, partiendo que los sabinences construyeron la presa de Sombreretillo a escasos metros de los ojos de agua y el curso del río quedó seco, solo en época de lluvia se le ve correr.

## Flora
La vegetación predominante de la región es de tipo arbusto o árboles pequeños, ejemplo de estos: mezquite, chaparro prieto, retama, cenizo, anacahuita y el huizache, (basándose en la existencia de este árbol le fue otorgado el nombre al rancho donde se fundara este municipio). No podemos olvidar la tradicional salvia, así como las cactáceas en sus distintas variedades. A las orillas del río se ven algunos fresnos, álamos, ébanos y sauces. En temporada de lluvia la llanura se cubre de pastizales y de grandes nopaleras propias para la cría del ganado.

## Fauna
Los animales característicos y representativos son: el venado cola blanca, (variedad texana) propio de esta región; el jabalí, león americano, gato montés, víboras de cascabel, la negra, coralillo y la de agua o Zacarías, conejo, liebre y coyote. De aves, algunas canoras como: el cenzontle, la calandria, cardenal, la chachalaca. Algunas palomas como: la morada o alas moradas, la torcacita, la codorniz, otras aves como: el cuervo, la urraca, el toldito, la coqueta, búho y otros.

## Clima
El clima de la región es extremoso, en el tiempo de verano se alcanzan temperaturas de 42 °C o más. En el invierno baja la temperatura a -5 °C.
El otoño y el invierno se caracterizan por los fuertes nortes y las tolvaneras que se originan debido a la composición arenosa de la región.

## Clubes
Dentro de la cultura del pueblo se considera la formación de los Clubes y de estos cabe mencionar: el Club Femenil Parás, el Club de Leones y el Club de Caza y Pesca.

## Religión
La religión que predomina es la católica. Existen dos templos en la cabecera municipal y en ellos se venera al Sagrado Corazón de Jesús. El Templo Nuevo, lo donó el señor Fernando García y familia, y la iglesia del Tanque fue erigida por la benefactora del lugar la cantante América Martín. En la actualidad y con la influencia de las familias que regresan de los Estados Unidos, existen diversas sectas religiosas, las cuales están carentes de templo y realizan sus reuniones en casas particulares.

## Edificios públicos
La presidencia municipal, iglesia del Sagrado Corazón, el D.I.F, asociación ganadera, biblioteca municipal, planteles educativos, centro de salud, funeraria.

## Asentamientos
- Parás (cabecera municipal)
- Nava
- Santa Sofía
- San Leopoldo
- San Martín
- El Mezquitito
- Emiliano Zapata
- Casas Blancas
- Alfredo V. Bonfil
- San Manuel
- La Ventura
- Santa María
- Santa María (Sur)
- El Venado
- El Tanque
- San Francisco
- Charco Blanco
- Peñuelas
- Las Lomitas
- Los Herrera
- Los Cerritos
- Palo Blanco

## Historia Prehispánica
La región que hoy ocupa el municipio de Parás, Nuevo León; estuvo poblada por diversos grupos indígenas, nómadas en su gran mayoría; ellos recorrían las veras de los ríos, principalmente el Río Bravo, y de ahí se adentraban en los lomeríos de la Sierra Madre Oriental. 
Los indígenas se agrupaban en tribus y tenían bien delimitado su territorio y dialecto, se respetaban entre ellos y solo peleaban en caso de ser atacados. Sabían determinar las estaciones del tiempo, poseían escrituras de tipo jeroglífico y hacían pinturas rupestres, cuyos ejemplos más palpables se encuentran el Frontón de Piedras Pintas, lugar que se localiza a 30 kilómetros de la cabecera municipal de Parás, Nuevo León. 
Las tribus que poblaban el municipio hicieron su asentamiento en las márgenes de los ríos: del Álamo y Sabinas y se alimentaban de frutos silvestres, al igual que de la caza y la pesca.

## Frontón de Piedras Pintas
Este se encuentra aproximadamente a 30 kilómetros de la cabecera del municipio de Parás, N.L. y se localiza en el margen izquierdo del río Sabinas como a 50 metros del lecho actual. 
En este lugar es donde se alzan grandes piedras del asperón o arenisca; colocadas unas a otras de norte a sur, con una desviación de 10 a 15 grados aproximadamente al este; sobre las cuales están cincelados dibujos, entre los que se ven bizarras de flechas, escudos, estrellas, soles, serpientes, huellas de animales y grecas de una perfección admirable. 
La base del que fuera promontorio primitivo del Frontón, con una altura de 4.65 metros o más, se compone de dos grandes piedras. 
La primera, o sea la principal; por tener toda su cara occidental labrada de norte a sur. Mide 9.30 metros, por 6 metros de ancho y una altura de 2.65 metros. La otra piedra, labrada también, está dividida por una abertura de 0.40 metros y es de las mismas dimensiones aproximadamente. 
Bajo el frontón principal hay grandes rocas que se creen desprendidas de él, porque las inscripciones mutiladas que contienen parecen corresponderse con las de aquel. Se dice que en los alrededores del Frontón, se colectaron puntas de flecha, de lanza, fragmentos de cuchillos y de flechas, construidos en calizas, areniscas o pedernal. 
Se supo que los ancianos del lugar atribuían las inscripciones y los restos referidos a los comanches o a los lipanes y taxancahuases. Este monumento está calificado como el de más importancia y uno de los pocos que existen de la prehistoria de Nuevo León.

## Etapa Colonial
Lo que hoy es Parás, correspondía a los pobladores de Agualeguas y Cerralvo. Ellos tenían grandes propiedades de tierras y de todas la que más destacaba era el 'Rancho Huizachal de los Canales', propiedad de la familia Canales; por su extensión territorial y ubicación. Este tenía más importancia que los demás porque en sus corrales resguardaban el ganado que llevaban a Laredo, Texas. Lo hacían para protegerse de los cuatreros que asolaban la región. 
Parás fue fundado principalmente como un fuerte para detener los ataques de los indios de la región hacia los pobladores de Agualeguas, Cerralvo y Vallecillo.
La cabecera municipal de Parás fue donada por Jerónimo Canales, dueño de las tierras.

## Etapa Independiente
Los ganaderos de Agualeguas y Cerralvo, los cuales formaban 38 familias, asesorados por don José María Flores, originario de Apodaca, Nuevo León; decidieron apoyar las ideas del Gobierno del Estado, para delimitar y proteger la frontera norte, mediante la formación de pueblos o villas. Por ejemplo la Villa de Mier y Terán, Asanza y Colombia entre otros. Haciendo la solicitud correspondiente, presentada al Gobernador Constitucional del Estado, el C. Don Pedro José García y a la Secretaría General de Gobierno, al C. Santiago Vidaurri, la solicitud está fechada el 19 de septiembre de 1850; los nombres sugeridos para la nueva Villa eran José María y José de los Dulces Nombres.
Finalmente el decreto resolutivo a dicha solicitud se expide con el número 104, con fecha del 17 de febrero de 1851. En dicho decreto se determina que la nueva Villa lleve el nombre de Parás, en honor a don José María Parás y Ballesteros; primer Gobernador Constitucional del Estado de Nuevo León.
Después de publicado el decreto el C. Gobernador gira órdenes al alcalde de Agualeguas para que con las familias referidas integre el nuevo Ayuntamiento.
El entonces alcalde de Agualeguas, señor don Facundo Casso, y en cumplimiento a lo dispuesto por el C. Gobernador, integra el Ayuntamiento de Parás el día primero del mismo año:
- Alcalde Primero: Don Eusebio Cantú
- Primer Regidor: Don Blas María de la Garza
- Segundo Regidor: Don Ignacio Cadena
- Síndico Primero: Don José Ángel Hinojosa

El nuevo Cabildo celebra la primera junta extraordinaria, el día 19 del mismo mes y determina establecerse en el Rancho El Tanque como vía de protección.
El 24 de febrero de 1851, se asientan en lo que hoy es Parás y delimitan la plaza, la presidencia municipal, la iglesia y el trazo de las calles de norte a sur y de oriente a poniente.
De la fecha de fundación hasta nuestros días, diversos alcaldes han dirigido los destinos de nuestro pueblo.

## Gastronomía
Comidas: Los platillos tradicionales son: la barbacoa, el pansaje de pozo, el cortadillo, la sopa de arroz, el cabrito en salsa o en su sangre, también al pastor, las carnes asadas y tamales. También se acostumbra preparar la carne de venado cuando es temporada de caza.
Panes: El volcán, la empanada de levadura con cajeta de calabaza, las hojarascas, los panecillos de masa con queso, los panes de elote, más conocidos como panochas de elote y las panochas de maíz tierno.
Postres: El famoso dulce de frijol, los cubiertos de calabaza, biznaga y camote, también la charamusca.

## Música
La tradicional música es regional es la acordeón y bajo sexto o guitarra imperando el corrido y canciones rancheras.

## Traje Típico
El traje consta de dos piezas, confeccionado en tela dacrón, con accesorios de listones y encajes. 
El talle es amplio, largo a la cadera, con olán fruncido al escote, encaje blanco y ancho en la orilla, manga aglobada con grecas en listón rojo fruncida al codo con elástico rematando con encaje del mismo ancho y color al del escote.
La falda es circular plegada con elástico en la cintura, largo arriba del tobillo, lleva como accesorios un cinto de 3 franjas de listón, en colores amarillo, rojo y azul. El listón amarillo a la cadera y grecas en listón rojo a dos tercios del largo de la falda, rematando está con listón azul.
Este vestido fue diseñado por la autora de esta investigación en el año de 1992 y presentado por primera vez en la Casa de la Cultura de Monterrey, N.L. en conferencia del “Jueves de la Crónica” el día 2 de julio del mismo año.

## Población
En el municipio se computaron 1,226 habitantes, de los cuales 646 son hombres y 580 son mujeres. 
La gente de Parás se dedica a la agricultura y ganadería, así como a la industria manufacturera del ramo de la construcción.

## Escudo
El anterior escudo a este que poseía el municipio no reunía las condiciones heráldicas requeridas y contaba con algunos errores. 
El H. Ayuntamiento que presidía el ingeniero Cresencio Oliveira Cantú en el año de 1992, lanzó la convocatoria para la confección del escudo de armas, para que contara con los requisitos heráldicos correspondientes así como los elementos naturales que dieran representatividad al lugar. 
El actual escudo es de forma rectangular presentando en la parte superior y al centro un yelmo de armadura que utilizaban los guerreros antiguos, el rectángulo presenta un remarco que da albergue al nombre del rancho donde se fundó la Villa de Parás y el año de su erección “RANCHO HUIZACHAL” al lado derecho del escudo y al lado izquierdo del remarco “DE LOS CANALES”. 
En la parte superior del remarco se encuentran dos abejas, una de cada lado del yelmo, símbolo del trabajo incansable de sus habitantes, en la parte inferior se encuentra el año de su fundación (1851). 
La parte interna del escudo se divide en cuarteles: en el primer cuartel superior derecho, se encuentra una gráfica de pinturas rupestres representando al Frontón de Piedras Pintas, característico del lugar, un originario labrando la tierra y el cultivo de la misma, en el cuartel superior izquierdo se encuentra el león rampante, característico y símbolo del estado de Nuevo León. 
En el cuartel inferior izquierdo, se encuentran los símbolos de cultura, religión y buen gobierno, la fachada de la presidencia municipal, según las fotos de archivo. Junto a la presidencia municipal se observa la Escuela Primaria y en la parte inferior del recuadro la iglesia del Sagrado Corazón de Jesús. 
En el cuartel inferior derecho, se observa el árbol anacahuita primer árbol que se sembró en la plaza y característico del lugar, junto a ésta, se observa la cabeza de un venado cola blanca, variedad texana, característico de este lugar, al igual que un jabalí, animales silvestres que abundan en esta región. 
En esta parte central y uniendo los cuarteles se encuentra la fotografía de José María Parás y Ballesteros, personaje y primer gobernador Constitucional del Estado y en su honor lleva el municipio el nombre Paras. En la parte inferior del escudo lleva una banda tricolor donde se lee el nombre y lema del municipio: PARAS, N.L., SIEMPRE PROGRESISTA.

## Presidentes Municipales
- 1851-1853 Eusebio Cantú
- 1853-1854 Nicolás de los Garza
- 1854-1856 Blas María de la Garza
- 1856-1857 José María Hinojosa
- 1858 Viviano García y Ramón Garza
- 1853-1860 Ramón Garza
- 1860 Jerónimo Canales
- 1861 Jerónimo Canales y Eusebio Cantú
- 1862 Jesús Pérez
- 1863 Jerónimo Canales y Viviano García
- 1864 Eusebio Cantú
- 1865 Viviano García y Jesús Pérez
- 1866 Miguel Garza y Andrés Cantú
- 1867 Miguel Cantú
- 1868 Viviano García y Serapio Pérez
- 1869-1870 David Hinojosa y Gregorio Medina
- 1870-1871 David Hinojosa y Tomás Hinojosa
- 1871 Fermín Garza
- 1872 Fermín Garza y Janaurio Hinojosa
- 1873 Jerónimo Canales y Gregorio Molina
- 1874 David Hinojosa y Gregorio Molina
- 1875 José Ángel Hinojosa
- 1876 Saturnino Hinojosa
- 1877 Nicolás de la Garza, Pomposo Villarreal
- 1878 Iván Hinojosa
- 1879 Valentín Giriufras
- 1880 Miguel Herrera
- 1881 David Giriufas
- 1882 Tomás Hinojosa
- 1883 Gregorio Molina
- 1884 Genaro de la Garza
- 1885 Marcial Hinojosa
- 1886-1887 Cipriano Páez
- 1888 José Ángel Hinojosa
- 1889 Porfirio Villarreal
- 1890 Santiago Hinojosa
- 1891-1893 Pomposo Villarreal
- 1894 Pedro P. Hinojosa
- 1895 David Hinojosa
- 1896 José Ángel Hinojosa
- 1897-1898 Julián Landa
- 1899 Andrés Gutiérrez
- 1900 Cipriano Páez
- 1903-1904 Andrés Gutiérrez
- 1905 Merced Gutiérrez
- 1906 Andrés Gutiérrez
- 1907 Merced Gutiérrez
- 1908 Merced Gutiérrez y Andrés Gutiérrez
- 1909 Merced Gutiérrez
- 1910 Herculano Hinojosa, Lázaro Hinojosa
- 1911 Lázaro Hinojosa y Lázaro Hinojosa
- 1912 Lázaro Hinojosa y José González Flores
- 1913 Santiago Hinojosa
- 1914 G. Martínez
- 1915 Filemón Garza y Juan Garza Ruiz
- 1916 Gorgonio Ruiz y Abraham Cabrera
- 1917 Porfirio Gutiérrez y Valentín V. Hinojosa.
- 1918-1919 Valentín V. Hinojosa.
- 1919-1920 Juan Garza Ruiz
- 1921-1922
- 1923 Margarito Garza
- 1924 José Dolores Gutiérrez
- 1925 José Ángel Hinojosa
- 1926 Dionisio Villarreal
- 1927-1928 José M. Garza
- 1929-1930 José Ángel Hinojosa
- 1931-1932 Emiliano Lozano
- 1933-1934 José Garza Salinas
- 1935-1936 Sóstenes Ruiz
- 1937 Emiliano Lozano
- 1938 Juan Garza Ruiz
- 1939-1940 Dionisio Villarreal y Raúl Martínez
- 1941-1942 Doroteo Oliveira Villarreal
- 1943-1945 Raúl Martínez
- 1946-1948 Guillermo Amado Guerrero B.
- 1949-1951 Enrique González
- 1952-1954 Gerónimo Garza Canales
- 1955-1957 Raúl Martínez
- 1958-1960 José Ángel Hinojosa Ruiz
- 1961-1963 René Lozano Gutiérrez
- 1964-1966 Crescencio Oliveira Villarreal
- 1967-1969 Guillermo Amado Guerrero
- 1970-1971 Carlos Hinojosa Hinojosa
- 1972-1973 Raúl Sergio Ruiz Garza
- 1974-1976 Corando Treviño Pérez
- 1977-1979 Dr. Francisco Arriaga Robles
- 1980-1982 Hipólito Garza Gutiérrez
- 1983-1985 ArmandoTreviño García
- 1986-1988 Ing. Crescencio Oliveira Cantú
- 1989-1991 Raymundo Vela García
- 1992-1994 Ing. Crescencio Oliveira Cantú
- 1995-1997 C.P. Héctor Hinojosa Ruiz
- 1997-2000 Ramiro Garza Vela
- 2000-2003 Crescencio Oliveira Cantú
- 2003-2006 José Enrique Treviño Hinojosa
- 2006-2009 Crescencio Oliveira Cantú
- 2009-2012 Ing. Armando Gutiérrez Oliveira
- 2012-2015 C.P. Blanca Dalia Canales Gómez
- 2015-2018 Ing. Crescencio Oliveira Cantú
- 2018-2021 Ing. Crescencio Oliveira Cantú
- 2021-2024 Ana Iza Oliveira Treviño